# Bixad (Covasna)
Pour les articles homonymes, voir Bixad.
Bixad (en hongrois: Sepsibükszád) est une commune roumaine du județ de Covasna dans le Pays sicule en Transylvanie. Elle est composée d'un seul village, Bixad.

## Localisation
Bixad est situé au nord du județ de Covasna, à l'est de la Transylvanie, sur les rives de l'Olt, au pied des Monts Harghita, à 31 km de Sfântu Gheorghe (Sepsiszentgyörgy) et à 8 km de Băile Tușnad (Tusnádfürdő).

## Monuments et lieux touristiques
- Église “Saint Georges” (construction XIVe et XVIe siècles), monument historique[1]
- Château fort Mikes
- Site archéologique Cetatea Șoimilor (XIVe et XVe siècles)
- Site archéologique Cetatea Vápa (XIIIe et XIVe siècles)
- Réserve naturelle Lac Sf. Ana (aire protégée avec une superficie de 19,50 ha)
- Réserve naturelle Tinovul Mohoș (240 ha)
- Rivière Olt